# Hans Joachim Balcke
Hans Joachim Balcke (* 25. Februar 1862 in Oberhausen; † 20. November 1933 in Bad Pyrmont) war ein deutscher Wärmetechnik-Ingenieur und Unternehmer.

Signet der MAG Balke mit stilisierter Darstellung eines Kaminkühlers

## Leben

### Herkunft und Ausbildung
Hans Joachim Balcke, Sohn des Ingenieurs Martin Balcke und der Agnes Ida Maria Balcke geb. Schneider, studierte Maschinenbau an der Technischen Hochschule Charlottenburg, wo er sich dem Corps Rheno-Guestphalia anschloss. Er gehörte später auch dem Verein Deutscher Ingenieure (VDI) und dem Bochumer Bezirksverein des VDI an.
Seit 1892 war Hans Joachim Balcke mit Anna von Kuczkowska verheiratet, mit der er zwei Söhne hatte. Er wurde auf dem Friedhof an der Lortzingstraße in Bad Pyrmont beigesetzt.

## Wirken
Nach Abschluss des Studiums war Balcke zunächst in einem Wittener Ingenieurbüro und bei der Frankenthaler Maschinen- & Armaturen-Fabrik Klein, Schanzlin & Becker tätig. Zur technischen Realisierung und kommerziellen Verwertung seiner Erfindungen zur Kesselspeiserückgewinnung und Energieeinsparung aus dem Abdampf von Dampfkraftwerken, -maschinen und -turbinen gründete er 1894 zusammen mit dem Kaufmann Otto Kleinschmidt in Bochum die Balcke & Co. Gesellschaft zum Bau von Kondensationsanlagen. Zunächst konzentrierte er sich auf das Engineering der Energie- und Wasserrückgewinnung des Kalten Endes von Dampfprozessen und lieferte lediglich den von ihm erfundenen Kaminkühler aus eigener Fertigung.
1896 gründete Balcke in Frankenthal die Pumpen- und Kompressorenfabrik Bettinger & Balcke, in der er Luft-, Kondensator- und Wasserpumpen fertigte. 1905 fusionierte er die Bochumer und Frankenthaler Unternehmen zur Maschinenbau-Aktiengesellschaft Balcke (MAG Balcke). Als erster in Deutschland stellte er ab 1908 rotierende Luftpumpen und Dampfstrahlapparate zum Einsatz als Vakuumpumpen in Kondensationsanlagen her. Des Weiteren nahm er durch seine technischen Erfindungen und Entwicklungen entscheidenden Einfluss auf die Entwicklung der Hochdruckdampftechnik. Er stand seinen Unternehmen als Generaldirektor (Vorstandsvorsitzender) vor. In den 1920er Jahren stand der Name „Balcke“ als Synonym für Kühlturm.

## Auszeichnungen
- 1929: Ehrendoktorwürde der Technischen Hochschule Aachen (als Dr.-Ing. E. h.)